# Conquest Racing
Conquest Racing – były amerykański zespół wyścigowy, założony w 1991 roku przez byłego kierowcę wyścigowego Érica Bachelarta. W historii startów ekipa pojawiała się w stawce IndyCar Series, American Le Mans Series, Atlantic Championship oraz Champ Car.

## Wyniki

### Indy Car
| Rok                | Bolid                        | Kierowcy               | Wyścigi            | Wygrane            | PP                 | NO                 | Pkt                | M.K.               |
| Indy Racing League | Indy Racing League           | Indy Racing League     | Indy Racing League | Indy Racing League | Indy Racing League | Indy Racing League | Indy Racing League | Indy Racing League |
| ------------------ | ---------------------------- | ---------------------- | ------------------ | ------------------ | ------------------ | ------------------ | ------------------ | ------------------ |
| 2002               | Dallara-Infiniti             | Laurent Rédon          | 15                 | 0                  | 0                  | 0                  | 229                | 12                 |
| CART/Champ Car     |                              |                        |                    |                    |                    |                    |                    |                    |
| 2003               | Reynard-Cosworth             | Mário Haberfeld        | 18                 | 0                  | 0                  | 1                  | 71                 | 12                 |
| 2004               | Lola/Reynard-Cosworth        | Justin Wilson          | 14                 | 0                  | 0                  | 0                  | 188                | 11                 |
| 2004               | Lola/Reynard-Cosworth        | Alexandre Sperafico    | 8                  | 0                  | 0                  | 0                  | 47                 | 19                 |
| 2004               | Lola/Reynard-Cosworth        | Nelson Philippe        | 6                  | 0                  | 0                  | 0                  | 89                 | 16                 |
| 2005               | Lola-Cosworth                | Andrew Ranger          | 13                 | 0                  | 0                  | 0                  | 140                | 10                 |
| 2005               | Lola-Cosworth                | Nelson Philippe        | 13                 | 0                  | 0                  | 0                  | 117                | 13                 |
| 2006               | Lola-Cosworth                | Andrew Ranger          | 14                 | 0                  | 0                  | 0                  | 200                | 10                 |
| 2006               | Lola-Cosworth                | Charles Zwolsman Jr.   | 14                 | 0                  | 0                  | 0                  | 161                | 13                 |
| 2007               | Panoz-Cosworth               | Matt Halliday          | 3                  | 0                  | 0                  | 0                  | 18                 | 21                 |
| 2007               | Panoz-Cosworth               | Jan Heylen             | 9                  | 0                  | 0                  | 0                  | 104                | 16                 |
| 2007               | Panoz-Cosworth               | Nelson Philippe        | 2                  | 0                  | 0                  | 0                  | 28                 | 19                 |
| IndyCar Series     |                              |                        |                    |                    |                    |                    |                    |                    |
| 2008               | Dallara-Honda Panoz-Cosworth | Franck Perera          | 3                  | 0                  | 0                  | 0                  | 71                 | 29                 |
| 2008               | Dallara-Honda Panoz-Cosworth | Enrique Bernoldi       | 15                 | 0                  | 0                  | 0                  | 220                | 22                 |
| 2008               | Dallara-Honda                | Jaime Camara           | 15                 | 0                  | 0                  | 0                  | 174                | 23                 |
| 2008               | Dallara-Honda                | Alex Tagliani          | 3                  | 0                  | 0                  | 0                  | 56                 | 32                 |
| 2009               | Dallara-Honda                | Alex Tagliani          | 7                  | 0                  | 0                  | 0                  | 114                | 22                 |
| 2009               | Dallara-Honda                | Bruno Junqueira        | 0                  | 0                  | 0                  | 0                  | 0                  | NA                 |
| 2009               | Dallara-Honda                | Nelson Philippe        | 0                  | 0                  | 0                  | 0                  | 16                 | 35                 |
| 2009               | Dallara-Honda                | Kōsuke Matsuura        | 1                  | 0                  | 0                  | 0                  | 13                 | 36                 |
| 2010               | Dallara-Honda                | Mario Romancini        | 11                 | 0                  | 0                  | 0                  | 149                | 24                 |
| 2010               | Dallara-Honda                | Bertrand Baguette      | 15                 | 0                  | 0                  | 0                  | 213                | 22                 |
| 2010               | Dallara-Honda                | Francesco Dracone      | 2                  | 0                  | 0                  | 0                  | 24                 | 37                 |
| 2010               | Dallara-Honda                | Tomas Scheckter        | 2                  | 0                  | 0                  | 0                  | 89                 | 29                 |
| 2010               | Dallara-Honda                | Roger Yasukawa         | 1                  | 0                  | 0                  | 0                  | 12                 | 40                 |
| 2010               | Dallara-Honda                | Sebastián Saavedra     | 1                  | 0                  | 0                  | 0                  | 29                 | 33                 |
| 2011               | Dallara-Honda                | Sebastián Saavedra     | 14                 | 0                  | 0                  | 0                  | 178                | 25                 |
| 2011               | Dallara-Honda                | João Paulo de Oliveira | 1                  | 0                  | 0                  | 0                  | 10                 | 44                 |
| 2011               | Dallara-Honda                | Dillon Battistini      | 1                  | 0                  | 0                  | 0                  | 10                 | 46                 |
| 2011               | Dallara-Honda                | Pippa Mann             | 1                  | 0                  | 0                  | 0                  | 32                 | 38                 |